# Bilabria
Bilabria is een geslacht van straalvinnige vissen uit de familie van puitalen (familie) (Zoarcidae).

## Soorten
- Bilabria gigantea Anderson & Imamura, 2008
- Bilabria ornata (Soldatov, 1922)